# 法人實在說
法人實在說（Realitätstheorie）為研究法人本質之理論之一；原意指法人在法律上本具有取得權利能力之資格；反對學說稱為法人擬制說。關於承認法人能夠被 認可為一具有權利能力之主體，約有如下之說法：

## 不同學說立論之差異
1. 目的擬人化說：奥托·冯·吉尔克繼受由Beseler及Bluntschli所發展出之「合作社理論 (Genossenschaftstheorie)」，進而發展出所謂之「法人實在說」，此說後來為多數學者所接受。該說反對擬制說之看法，認為法人並非「擬制」的存在，而強調法人之實在性。此說之價值，並非僅止於確認法人具有「行為之能力(Handlungsfähigkeit)」，而更區別了法人之存在與其權利能力之關係：奧托·馮·吉爾克提出二個基本命題：（1）法人之存在並非法律問題，有疑問的是法人之權利能力如何取得。國家係「發現」法人之存在，而非「創設」法人。（2）如何將法人人格化是個問題，但不應僅限於國家才能將之人格化，而應僅僅透過一般法律規定，或甚至於透過習慣法就能達到。然此說亦非全無瑕疪，因為該說並未進一步闡明法人之本質為何，畢竟其與真正具有人格，以及獨立意思之自然人不同。而Nipperdey針對此點，修正了實在說的內容，認為，雖然法人畢竟與真正之自然人不同，然而法人中，其具有影響力之組織（Organisation）可以視為是法人意志之主體，具有「擬人化(Personifikation)」之資格，而法人依此目的而實體存在。[1]此即所謂之「目的擬人化說（Theorie der Zweckpersonifiktion）」
2. 機關說：以「實在說」及其修正理論為基礎，「機關說（Organtheorie）」肯定法人具有自己之「意思能力（Willensfähigkeit）」與「行為之能力（Handlungsfähigkeit）」，得為一切行為。意即，透過法人之「機關」，法人得自己為行為。該機關之決議及行為，非為第三人之行為，而係法人之行為本身之決議及行為：透過自然人活生生的行動，即會員總會之決議、以及董事之行為，直接構成了法人本身的行為，就如同一個自然人一般。換言之，機關之行為，非如代理人說般，將代理人之行為視為法人之行為，而是直接當成為法人所為1。惟須注意者，實在說僅闡明法人之性質，為得擁有權利能力之主體而已，其權利能力之取得，仍應由法律定之。
3. 組織體說：此外，尚有法國學者Michoud等所主張的「組織體說（Organisationstheorie）」。此說承認法人確係存在，但並無自我意識及及心理上之意志，乃因有組織足以發表其意思而達其目的，誠難謂其係有機體，而僅為一「組織體」而已。此說嚴格區別自然人與法人本質上之差異性，即從生理學上及心理學觀察自然人與法人之差異，但非如機關說般以社會學上而為觀察。又，既然該說以生理、心理學之角度區別法人與自然人，但又為何應賦與此種組織體以權利能力？是為該說之缺點。[2]

總而言之，代理人說以透過代理人之行為以表彰法人之意思能力與行為能力；而機關說則以機關之意思及行為等同於法人之意思及行為。實在說與機關說之精神，於德國法中之展現最為明顯，其民法第31條規定，社團對於董事團、董事或依社團章程所選之其他代理人，於執行其權限內之事務，所加於第三者之損害，負其責任。惟應注意者，為該條之用語，與中華民國不同：德民規定法人應自己負責，而我中華民國亦有民法第28條之規定，法人應與董事及其他有代表權之人，連帶負責。

## 中華民國實務界對於法人實在說之理解
實務界對於「法人實在說」之應用，與上述學說稍有不同，其認為法人基於實在說之理論，直接認定法人有權利能力，而非如前述之理論般，認為法人最終是否能夠成為權利能力之主體，尚須透過國家的認可。